# Reprotoxicité
La reprotoxicité est tout phénomène de toxicité (substances, rayonnements, etc.) pouvant altérer la fertilité de l’homme ou de la femme, ou altérer le développement de l’enfant à naître (avortement spontané, malformations, etc.). Pour des raisons de santé publique et/ou de protection de l'environnement, la mise sur le marché et l'emploi de certains produits reprotoxiques peuvent être réglementés (limités ou interdits). Les reprotoxiques affectent la fécondité et/ou la fertilité, soit par une toxicité directe pour les gonades ou le système reproducteur, soit en induisant un comportement ne permettant plus la reproduction. Ces produits peuvent dans le cas des perturbateurs endocriniens agir à très faible dose. Ils peuvent parfois aussi agir in utero en bloquant le développement normal des organes sexuels ou de glandes les contrôlant, bien avant la naissance de l'individu ; on les dit alors embryotoxiques ou fœtotoxiques.
Il existe des périodes de vulnérabilité aux reprotoxiques ; ce sont notamment ceux de la formation des organes génitaux in utero et la phase de puberté.
Les règlementations dans le monde tendent à regrouper les substances Cancérigènes, Mutagènes et Reprotoxiques (ou « CMR »).
Pour la directive européenne 67/548/CEE, sont reprotoxiques toutes « substances et préparations qui, par inhalation, ingestion ou pénétration cutanée, peuvent produire ou augmenter la fréquence d'effets nocifs non héréditaires dans la progéniture ou porter atteinte aux fonctions ou capacités reproductives mâles ou femelles ».

## Reprotoxicité sur les animaux
Des études ont montré l'impact de certains produits chimiques perturbateurs endocriniens :
- féminisation de poissons dans les rivières polluées : le nombre de femelles augmente par rapport au nombre de mâles ;
- masculinisation de certains coquillages, par exemple par les organoétains ;
- cas de micropénis chez les crocodiles vivant dans des lacs pollués par le DDT.

## Reprotoxicité sur les humains
En France, 30 % des femmes de 25 à 44 ans déclarent avoir eu des difficultés à avoir un enfant, ou ne pas avoir pu en faire. On observe par ailleurs depuis les années 1960 une augmentation des cancers des testicules et des malformations génitales chez l'homme, ainsi qu'une diminution de la production spermatique :
- une métaanalyse danoise de 1992 sur des publications scientifiques publiées durant cinquante ans montre une diminution de 50 millions du nombre de spermatozoïdes ;
- une étude de l'hôpital Cochin sur les donneurs de sperme entre 1973 et 1992 a montré une baisse du nombre de spermatozoïdes de 30 millions ;
- on a constaté des cas d'infertilité chez des travailleurs de bananeraies manipulant des pesticides.

Il y a peu de preuve formelle de la reprotoxicité sur l'Homme, en raison de l'impossibilité éthique de faire des expérimentations. Il existe toutefois de fortes présomptions, du fait des résultats sur les animaux, ainsi que des constatations faites sur des accidents ou les conséquences de certaines expositions professionnelles, avec par exemple :
- les problèmes de fertilité et les cancers chez les femmes dont la mère a pris du Distilbène durant la grossesse entre 1950 et 1977 ;
- les fausses couches dues à l'intoxication à la dioxine lors de la catastrophe de Seveso (1976).

## Législation

Symbole du système général harmonisé de classification et d'étiquetage des produits chimiques indiquant un produit chimique sensibilisant, mutagène, cancérogène ou reprotoxique.

Les produits cancérigènes, mutagènes et reprotoxiques (CMR) sont peu à peu pris en compte par la législation.
À titre d'exemple, en France, l'employeur doit informer les salariés des risques induits par les reprotoxiques (comme pour les produits cancérigènes et/ou mutagènes), par une attestation d'exposition cosignée de l'employeur et du médecin du travail, remise à tout salarié exposé quand il cesse son activité.
L'information sur l'exposition doit être organisée par l'employeur en collaboration avec le Comité d'hygiène, de sécurité et des conditions de travail (CHSCT) et le médecin du travail, lesquels doivent être informés au plus vite de toute exposition anormale.
L'employeur doit tenir à jour et à disposition du médecin du travail la liste des personnes exposées et si possible du niveau d'exposition. Un salarié ne peut être exposé à des CMR qu'après examen médical par la médecine du travail, renouvelé au moins une fois par an. Le dossier médical (à conserver 50 ans après cessation de l'exposition) doit préciser la nature du travail fait, sa durée et les périodes d'exposition (dont accidentelle le cas échéant) et le résultat des examens médicaux. L'employeur n'a pas le droit de faire travailler une femme enceinte ou allaitante en présence de substances reprotoxiques.
En France, la redevance pour pollution diffuse, perçue par les Agences de l'eau concerne aussi les reprotoxiques Y sont assujetties « toute personne distribuant les produits visés à l'article L. 253-1 du code rural et de la pêche maritime en vertu de l'agrément visé à l'article L. 254-1 du même code » ; « L'assiette de la redevance est la masse de substances classées, conformément aux catégories définies pour l'application de l'article L. 4411-6 du code du travail, comme très toxiques, toxiques, cancérogènes,mutagènes, toxiques pour la reproduction ou dangereuses pour l'environnement, contenues dans les produits mentionnés au I ».

## Prévention
Certains pays (Danemark en particulier) mènent déjà des campagnes de sensibilisation en recommandant aux femmes de manger bio et d'éviter les cosmétiques susceptibles de contenir des pseudo-hormones.
Quelques pays recommandent aux femmes enceintes d'éviter certains poissons trop riches en mercure et autres reprotoxiques (PBC, dioxines..) tels que thon, espadon, et autres grands poissons carnivores.
En 2008, une expertise collective a été commandée à l'INSERM sur certains produits suspectés d'être cancérogènes, mutagènes ou reprotoxiques (CMR,catégorie 3).
La France envisage aussi en 2008/2009 :
- une étude de l'Afssaps sur l'évaluation des risques des cosmétiques chez la femme enceinte et le jeune enfant[5] ;
- un logo est souhaité par le ministre, à créer en accord avec les industriels pour informer les femmes enceintes et les enfants (mais en novembre 2008, il n'y a pas encore de liste des produits concernés)[6] ;
- que soit inséré dans le carnet de maternité « une information sur le risque[7] de l’utilisation de certains produits pendant la grossesse »[8] ;
- une campagne de sensibilisation des femmes enceintes et des professionnels de santé (commandée à l'INPES), mais il faudrait que les femmes se prémunissent du contact avec certains produits plusieurs mois avant la grossesse (cf. durée de demi-vie dans l'organisme de certains produits stables, dont les métaux tels que le mercure).

## Problèmes émergents
Certains nouveaux produits chimiques, en particulier quand ils présentent des propriétés toxique ou de leurre hormonal font parfois l'objet d'études de risque pour la santé reproductive.
À la suite de la diffusion récente dans notre environnement de nanoparticules dont les effets sont mal connus, un projet dit « Nanogenotox », coordonnée par l'Afsset et impliquant plusieurs pays européens, vise (sur 3 ans) à donner à la Commission européenne « une méthode alternative, robuste et fiable de détection du potentiel génotoxique des nanomatériaux susceptibles d’engendrer un risque de cancer ou de toxicité pour la reproduction chez l’homme ». Dans ce cadre, 14 nanomatériaux manufacturés (classés en 3 groupes : dioxyde de titane, silice et nanotubes de carbone choisis car déjà utilisés dans des produits tels que cosmétiques, aliments, produits de consommation courante) seront étudiés dont du point de vue des risques d'exposition (orale, cutanée, inhalée, avec test in vivo) et de leur production en Europe.